# Vadonia bicolor
Vadonia bicolor är en skalbaggsart som först beskrevs av Ludwig Redtenbacher 1850.  Vadonia bicolor ingår i släktet Vadonia och familjen långhorningar.
Artens utbredningsområde är Iran. Inga underarter finns listade i Catalogue of Life.